# Sissi Duparc
Sylviane Duparc, connue sous le nom de scène Sissi Duparc, est une comédienne française née en 1981.

## Biographie
Connue pour le rôle de la guichetière dans le film Brice de Nice, Sissi Duparc est passionnée de théâtre. Formée au Cours Florent à Paris, elle commence sa carrière de comédienne sur scène.
Elle rencontre Olivier Py, le directeur du théâtre de l'Odéon, qui lui donnera des rôles dans les pièces de Circé pour L'Apocalypse joyeuse et Le Soulier de satin de Paul Claudel.
Sissi Duparc fait ses débuts au cinéma dans le film Jeanne d'Arc de Luc Besson, sorti en 1999. Elle joue ensuite dans plusieurs films tels que Jacquou le Croquant de Laurent Boutonnat, Brice de Nice de James Huth, France Boutique de Tonie Marshall.
En 2007, elle rejoint la distribution du film de Christine Carrière Darling aux côtés de Marina Foïs et Guillaume Canet.
En 2010, Sissi fait son retour au théâtre de la Madeleine, dans une pièce d'Henrik Ibsen Une maison de poupée avec Audrey Tautou, mise en scène par Michel Fau, son ancien professeur au Cours Florent.
Elle est membre du collectif 50/50 qui a pour but de promouvoir l’égalité des femmes et des hommes et la diversité dans le cinéma et l’audiovisuel,.

## Filmographie

### Cinéma

#### Longs métrages
- 1999 : Jeanne d'Arc de Luc Besson : la dame de compagnie de Marie d'Anjou
- 2003 : France Boutique de Tonie Marshall : Agnès, la boulimique
- 2004 : Les Textiles de Franck Landron : La cliente du supermarché
- 2004 : Le Nécrophile de Philippe Barassat : L'infirmière
- 2005 : Brice de Nice de James Huth : Sissi la guichetière
- 2006 : Les Aristos de Charlotte de Turckheim : La mère du petit
- 2007 : Jacquou le Croquant de Laurent Boutonnat : La Bertille
- 2007 : Darling de Christine Carrière : Chantal Clément
- 2010 : Les Mains en l'air de Romain Goupil : La mère de Claudio
- 2012 : Les Kaïra de Franck Gastambide : Sylvaine
- 2012 : The ABCs of Death : Gertrude
- 2012 : L'Étoile du jour de Sophie Blondy : Margotte
- 2013 : La Cage dorée de Ruben Alves : La collègue de Paula
- 2013 : Malavita de Luc Besson : BBQ Guest
- 2015 : Pattaya de Franck Gastambide : Alexandra
- 2016 : Five de Igor Gotesman : Élève du cours de théâtre
- 2016 : À fond de Nicolas Benamou
- 2017 : Épouse-moi mon pote de Tarek Boudali
- 2017 : Valérian et la Cité des mille planètes de Luc Besson : la Créature Louis XVI
- 2017 : Santa et Cie d'Alain Chabat : la collègue d'Amélie
- 2018 : Taxi 5 de Franck Gastambide : Sandrine Brossard
- 2018 : Lola et ses frères de Jean-Paul Rouve : Mme Delauney
- 2018 : La Femme la plus assassinée du monde de Franck Ribière : Rose
- 2023 : Des mains en or d'Isabelle Mergault : Eliane
- 2024 : L'Attachement de Carine Tardieu : la patiente roumaine
- 2024 : Un Noël en famille de Jeanne Gottesdiener : Marlène
- 2025 : Le Jour G de Claude Zidi Jr. : Martine

#### Courts métrages
- 2002 : Du poil de la bête d'Hany Tamba : La femme de Loumier
- 2003 : Un grain de beauté d'Odile Abergel : La cinquième comédienne
- 2007 : Un train de retard de Jeanne Gottesdiener : La patronne
- 2011 : Agathe Colbert n'épargnera personne (ou presque) de Sandrine Gregor : Agathe Colbert
- 2011 : Five d'Igor Gotesman : La Reine
- 2013 : Tant qu'il y aura des hommes ! de Vérane Frédiani : la seconde fille

### Télévision
- 2006 : P.J. (série télévisée, épisode Francs tireurs) : Mme Jantot
- 2008 : Rien dans les poches de Marion Vernoux (téléfilm) : Mumu
- 2008 : Beauté fatale de Claude-Michel Rome (téléfilm) : L'agent d'accueil
- 2024 : Culte (Série) : Violette Petrucciani, mère de Loana
- 2025 : 37 Secondes de Laure de Butler : Corinne

## Théâtre
- 2000 : Et maintenant le silence ?, mise en scène Philippe Calvario, Ariane Crochet et Christian Kiappe, Théâtre de la Bastille

- 2000 : Edmond d'après David Mamet, mise en scène Pierre Laville, Théâtre du Rond-Point
- 2003 : Le Soulier de satin de Paul Claudel, mise en scène Olivier Py, Odéon - Théâtre de l'Europe
- 2004 : Feu l'amour ! de Georges Feydeau, mise en scène Jean-Michel Rabeux, MC93
- 2007 : Le Cid de Pierre Corneille, mise en scène Wissam Arbache, Théâtre de Gennevilliers
- 2010 : Maison de poupée de Henrik Ibsen, mise en scène Michel Fau, Théâtre de la Madeleine
- 2010 : Nono de Sacha Guitry, mise en scène Michel Fau, Théâtre de la Madeleine
- 2011 : Une visite inopportune de Copi, mise en scène Philippe Calvario, Athénée Théâtre Louis-Jouvet
- 2023 : Piège pour un homme seul de Robert Thomas, mise en scène Michel Fau, théâtre de la Michodière